# Aumônier
L'aumônier est une personne ecclésiastique chargée, d'une part, de distribuer l'aumône aux pauvres, et d'autre part d'assurer les services liturgiques ; la plupart du temps, il est aussi vicaire du village. Dans l'usage actuel, le terme revêt le sens autrefois attribué au terme chapelain, à savoir celui d'un ministre du culte attaché au service d'une institution particulière (école, hôpital, prison, régiment...).

## Histoire

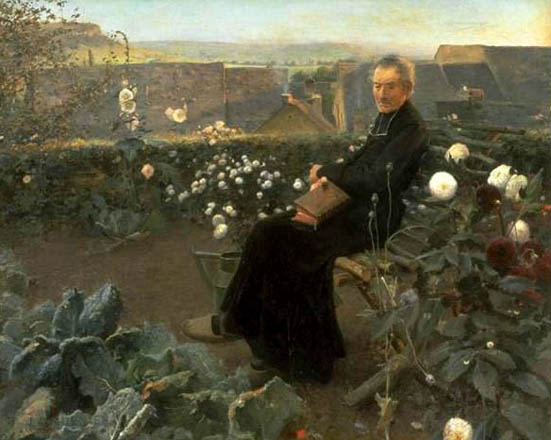
La Retraite de l'aumônier ou Le Bréviaire, 1886, par Jules-Alexis Muenier.

La fonction de l'aumônier, qui distribue l'aumône aux pauvres, existe déjà au VIe siècle : en effet, un décret du pape saint Grégoire Ier, interdit aux diacres de chanter le solo dans les offices, car ils négligeaient de distribuer l'aumône.
De surcroît, le pape saint Benoît II († 685), issu de la schola cantorum, se distinguait par sa patience et ses aumônes en faveur des pauvres. Donc, on peut considérer que cette double fonction était essentielle pour les religieux.
Puis, en 1155, le terme aumône apparut dans la langue française tandis que le premier emploi du mot aumônier fut tenu en 1174. Dorénavant, ce terme (ainsi que celui de chapelain) désignait un prêtre qui, attaché à une personne de haut rang, étant chargé de distribuer ses aumônes aux pauvres et de célébrer le culte dans sa chapelle particulière.
En France, depuis la loi du 9 décembre 1905 sur la séparation des Églises et de l’État, un aumônier est le clerc ou le laïc de n'importe quelle religion mandaté pour apporter un soutien matériel ou spirituel à des groupes particuliers en des lieux précis (couvent, école, armée, prison, hôpital), ou  à des associations d'inspiration religieuse.

## Dans le droit canonique catholique
Les termes « aumônier » et « chapelain » sont en principe synonymes. Cependant, le chapelain est toujours un prêtre (canon 564 du Code de droit canonique de 1983), alors qu'en France, le titre d'aumônier est également donné de nos jours à des laïcs chargés d'une mission pastorale : aumôniers laïcs de lycée, d'hôpital, de prison, ou aumôniers militaires.

## En France

Insigne de spécialité « aumônier israélite » France - Armée de Terre et gendarmerie.

Si la République française est laïque et ne finance plus les cultes depuis la loi du 9 décembre 1905 sur la séparation des Églises et de l'État, l'article 2 de cette loi prévoit que l'État prenne à sa charge « les dépenses relatives à des services d'aumônerie et destinées à assurer le libre exercice des cultes dans les établissements publics tels que lycées, collèges, écoles, hospices, asiles et prisons ». Les principales religions en France peuvent donc prévoir des aumôneries animées par des ministres du culte afin de permettre aux usagers de ces établissements publics d'exercer librement leur culte.
Plus particulièrement dans les lieux de privation de liberté, le droit français dispose que « Chaque personne détenue doit pouvoir satisfaire aux exigences de sa vie religieuse, morale ou spirituelle » et qu'à cette fin elle doit pouvoir « recevoir la visite d'un ministre du culte et d'assister aux offices religieux et aux réunions cultuelles organisées par les personnes agréées à cet effet ». La présence d'aumôniers est donc nécessaire pour apporter une assistance spirituelle aux détenus qui en font la demande, mais également pour organiser des offices collectifs. Sept confessions disposent ainsi d'aumôneries agréées au niveau national, c'est-à-dire catholiques, orthodoxes, protestantes, musulmanes, juives, bouddhistes et témoins de Jéhovah.

## États-Unis
Le Sénat Américain compte un aumônier parmi ses membres qui ouvre chaque session du sénat par une prière et dont la fonction est spirituelle.